# Diacira boliviana
Diacira boliviana är en insektsart som först beskrevs av William Lucas Distant 1906.  Diacira boliviana ingår i släktet Diacira och familjen Dictyopharidae. Inga underarter finns listade i Catalogue of Life.